# Фарсах
Фарса́х (параса́нг, параса́нга, фарса́нг, фарасанг, фарса́г, санг, таш, йигач) (перс. فرسنگ‎ — farsang, араб. فرسخ‎ — farsaḫ, греч. παρασγγης или παρασάγγης) — ближневосточная мера длины древнеперсидского происхождения; обычно расстояние, которое проходит караван до очередного отдыха, привала или, иначе, расстояние, которое можно пройти пешком за час. 1 фарсанг примерно соответствует западноевропейской 1 лиге. В старой английской литературе встречалось неправильное название «персидская миля».
1 фарсанг = 12000 кадамов = 30 гхальва = 150 ашлов (танабов) = 1/4 барида.
Различают:
- Фарсанг персидский = 5549 м.
- Парасанг древнеегипетский = 1/9 шема = 6980 м.
- Санг (фарсах) среднеазиатский[1]. В XIX веке обычно 8 вёрст = 8534,25 м.